# Solter vartianae
Solter vartianae är en insektsart som beskrevs av Hölzel 1967. Solter vartianae ingår i släktet Solter och familjen myrlejonsländor. Inga underarter finns listade i Catalogue of Life.